# Kirche Ammelshain

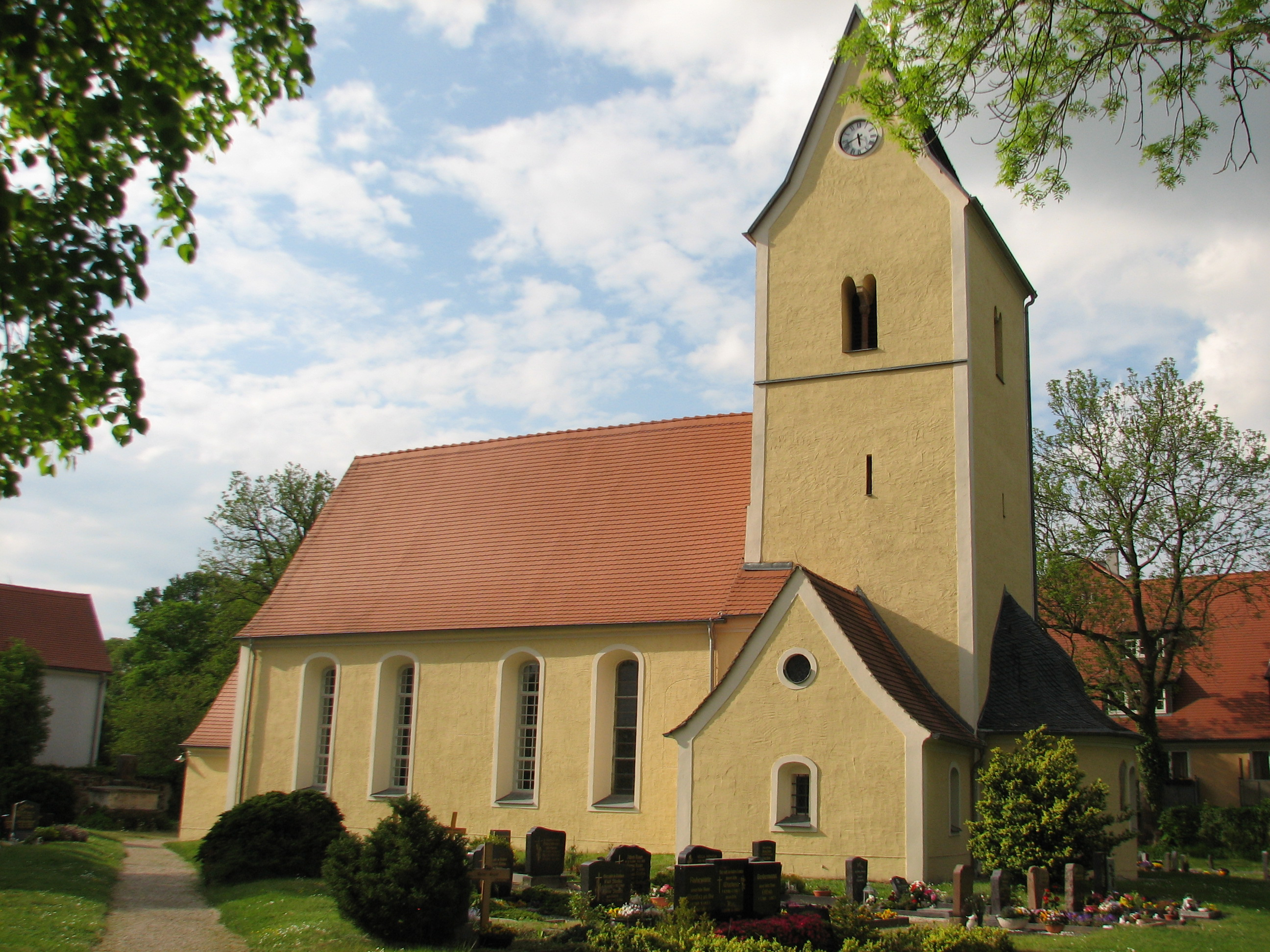
Kirche Ammelshain (2023)

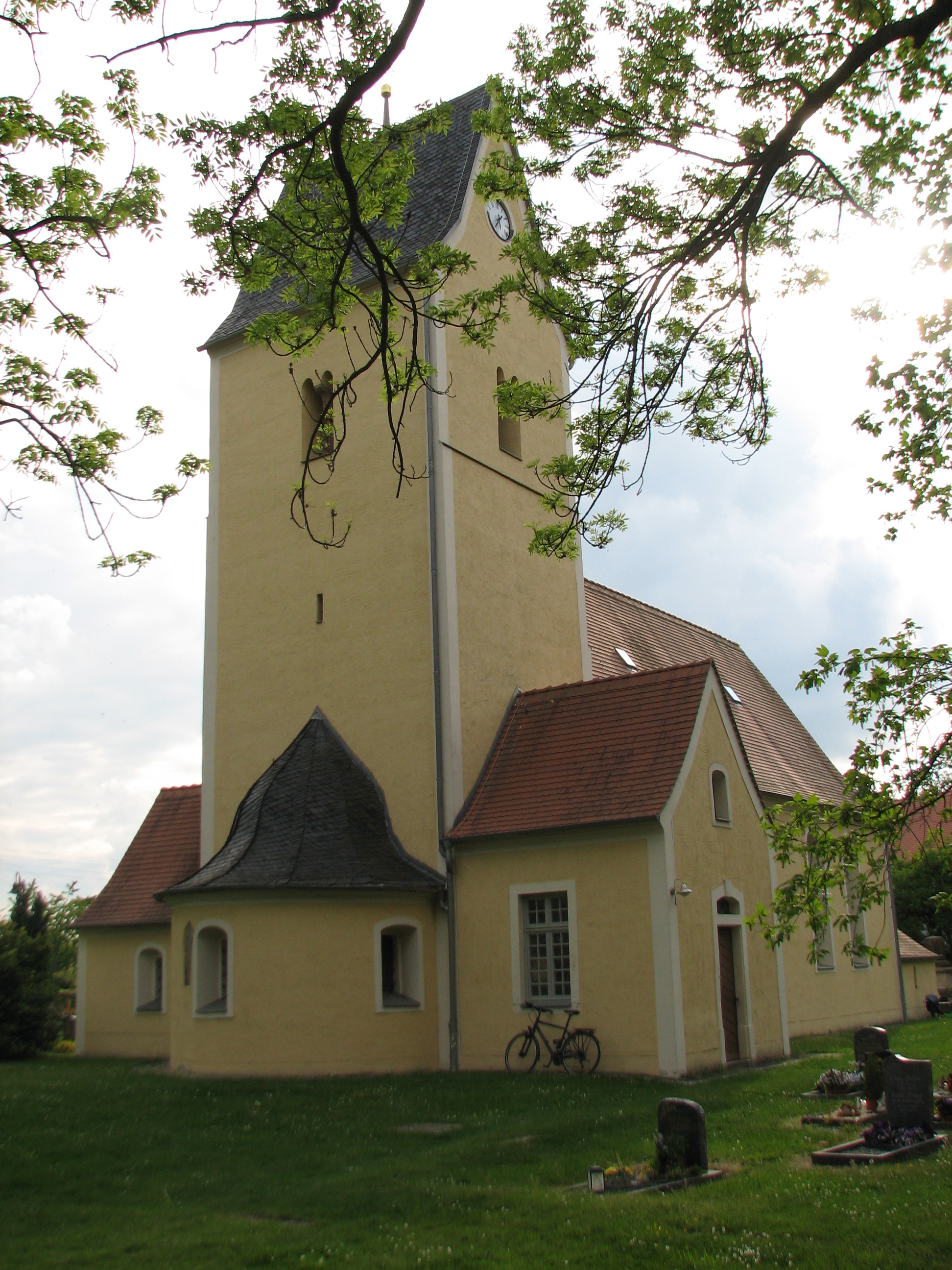
Rückansicht

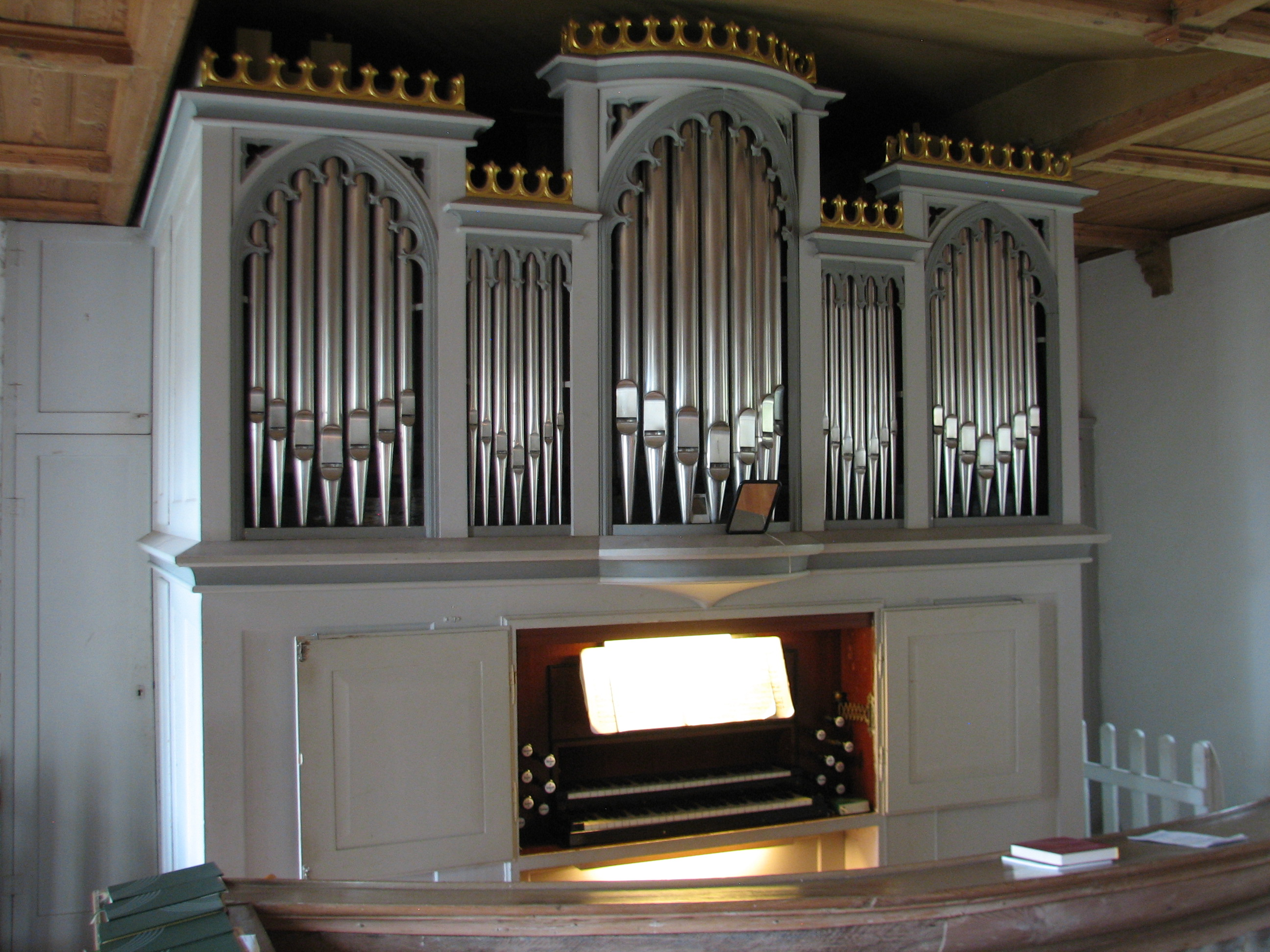
Geißler-Orgel von 1883 in der Kirche Ammelshain

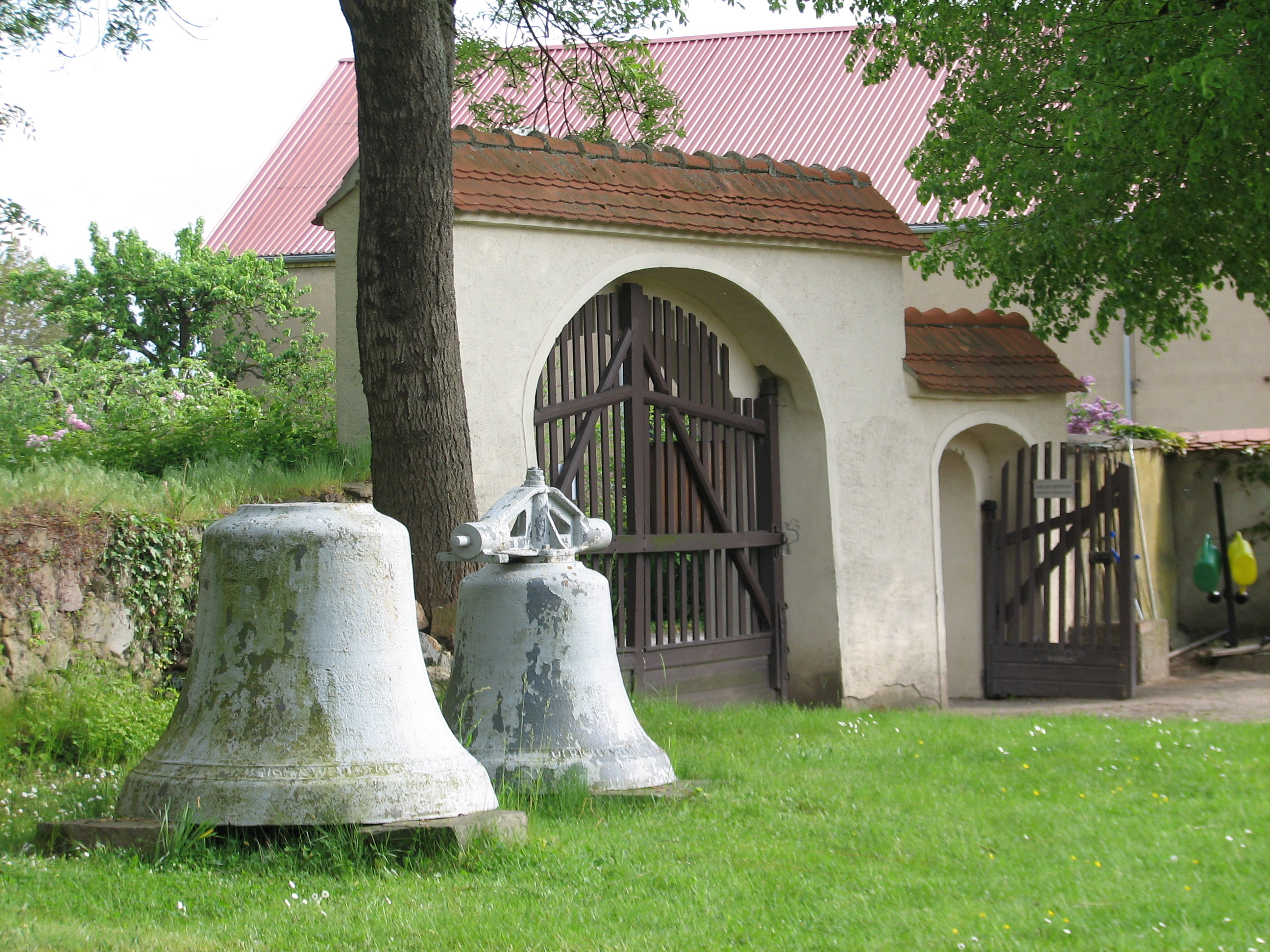
Alte Glocken und Tor zum Friedhof, Innenseite

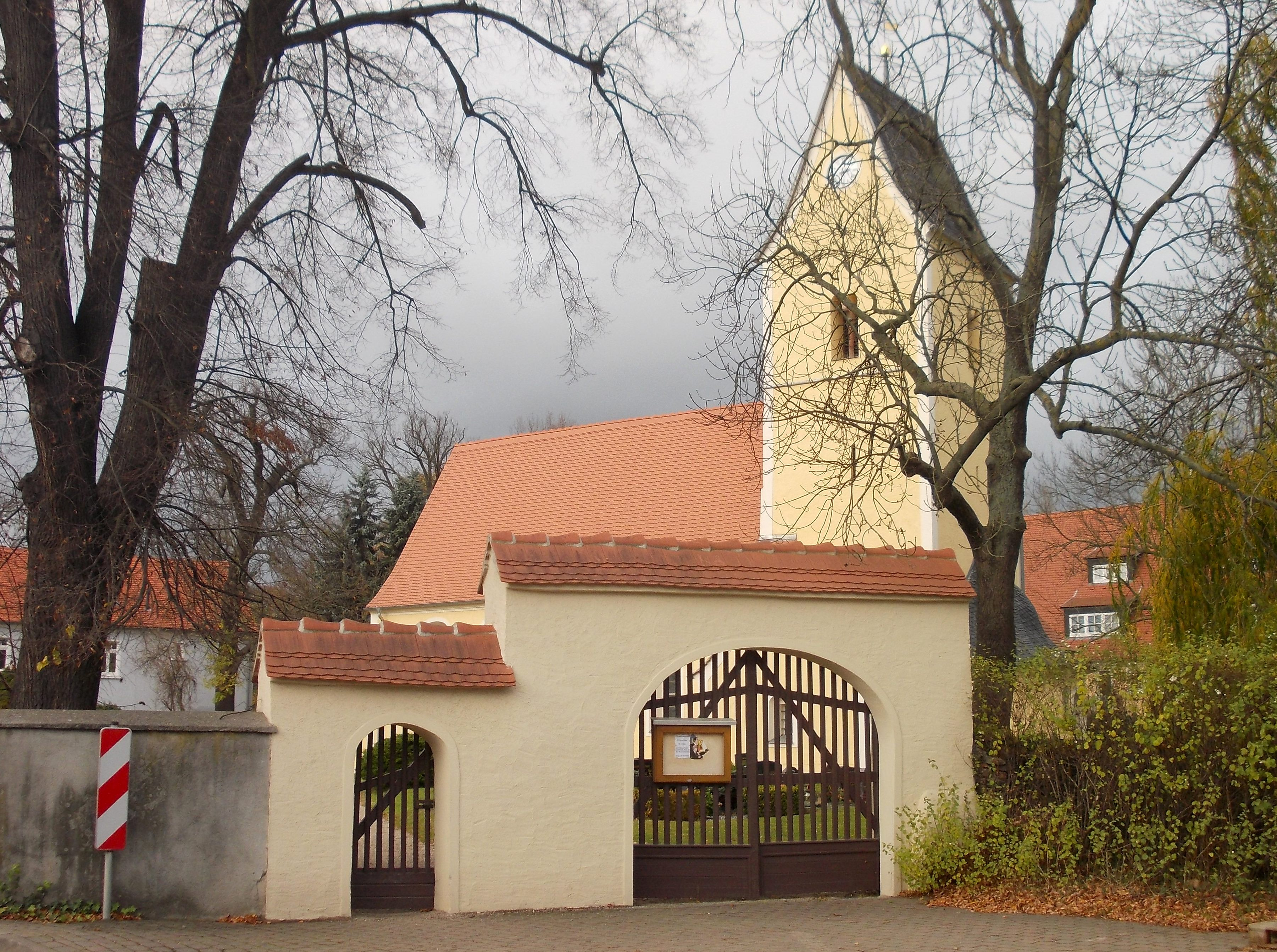
Ansicht von der Hauptstraße

Die Kirche Ammelshain ist das evangelische Kirchengebäude in Ammelshain, einem Ortsteil von Naunhof bei Leipzig im Landkreis Leipzig. Das Gotteshaus gehört zur Evangelisch-Lutherischen Landeskirche Sachsens.

## Geschichte und Architektur
Das Gotteshaus ist eine romanische Chorturmkirche, die um 1250 entstand. Das rechteckige Kirchenschiff, ursprünglich 6 Meter kürzer und 70 Zentimeter flacher, war mit eingezogenem Chorturm und halbrunder Apsis typisch für den romanischen Dorfkirchenbau der Region. Der Kirchturm hat oben gekuppelte romanische Schallluken.
Im Kircheninneren gibt es eine dreiseitige Empore aus dem 16. Jahrhundert. Im Altarraum sind eine spätgotische Sakramentsnische und das barocke Epitaph für Christiane Sophie Thumshirn († 1725) aus grauem und weißem Alabaster zu finden. 2009 wurde die Kirche außen umfassend saniert.
Der Baukörper ist ein verputzter Bruchsteinbau, der eingezogene Chorturm hat einen quadratischen Grundriss, und es gibt Anbauten an Nord- und Südseite. Der Kirchturm wurde 1807 erneuert, die Apsisfenster 1842 vergrößert. Der Innenraum ist flachgedeckt, es gibt den Altar, ein barockes Taufbecken, ein Lesepult und die hölzerne Kanzel.

## Orgel
Die Orgel mit zwei Manualen, Pedal und 10 Registern schuf 1883 Orgelbaumeister Conrad Geißler aus Eilenburg, sie wurde in den 1990er Jahren von Georg Wünning saniert und 2023 gewartet. Die hölzerne Decke hat im Bereich der Orgel eine angepasste Aussparung – wohl aus akustischen Gründen.

## Glocken
Das Geläut besteht aus zwei Bronzeglocken mit den Schlagtönen as´ (und 535 kg Gewicht) sowie c´´ (und 327 kg). Sie wurden 2005 in der Kunst- und Glockengießerei Lauchhammer gegossen. Am Eingang zum Kirchengelände stehen zwei ausgemusterte, eiserne Vorgängerglocken.

## Kirchgemeinde
Pfarrer der Kirchengemeinde ist Norbert George von der Stadtkirche Naunhof, Kantorin ist Cornelia Schneider.